# Radio Universidad (Universidad Nacional de Córdoba)
Radio Universidad Nacional de Córdoba, más conocido como Radio Universidad, es una emisora de radio argentina que transmite desde la ciudad de Córdoba. La emisora se llega a escuchar en el Gran Córdoba y en zonas aledañas. Es operado por SRT Media.

## Historia
En 1942, nace LW 1 Radio Splendid. La inauguración formal se realizó el 6 de julio de ese año cuando la emisora integraba una cadena grande con cabecera en la ciudad de Buenos Aires, la cual fue transmitida en la ciudad de Córdoba.
El 23 de abril de 1958, mediante el Decreto Ley 5357, el Poder Ejecutivo Nacional (en ese entonces a cargo del militar Pedro Aramburu dentro de la llamada Revolución Libertadora) transfirió el patrimonio de LW 1 Radio Splendid a la Universidad Nacional de Córdoba para explotar una emisora de radio AM en la ciudad de Córdoba, capital de la provincia homónima.
Ese mismo día, la emisora inició sus transmisiones bajo el nombre de LW 1 AM 580 Radio Universidad Nacional de Córdoba.
En junio de 1983 se realiza una marcha multitudinaria con la finalidad de defender la frecuencia 580 kHz de AM, ya que una disposición pretendía desplazarla a una ubicación desfavorable en el dial. La Cámara Federal de Córdoba falla a favor de la petición durante el gobierno de facto de Rubén Juan Pellanda.
En abril de 1993, Radio Universidad muda sus estudios al barrio Marqués de Sobremonte en las actuales instalaciones de Canal 10 y FM Power.
Desde 2017 se puede escuchar en 88.5 MHz de FM en la capital cordobesa.
El 7 de abril de 2025, Radio Universidad renueva su imagen.

## Programación
Actualmente, parte de la programación de la radio consiste en retransmitir los contenidos de Canal 10 de Córdoba (por televisión), siendo el resto de la programación completada con producciones locales.